# O Rosal
O Rosal (offizielle Bezeichnung in galicischer Sprache; spanisch El Rosal) ist eine spanische Gemeinde der Comarca von O Baixo Miño in der Provinz Pontevedra, Galicien.

## Geschichte
In O Rosal wurden Höhlenmalereien aus der Altsteinzeit sowie Spuren der Bronzezeit gefunden. Die so genannte Castrokultur beherrschte die Region.
Während des Mittelalters gehörte O Rosal zum Zisterzienserkloster Santa María la Real de Oia.
1847 wurde die Gemeinde gegründet, was die offizielle Abspaltung von A Guarda bedeutete. 1879 verlieh Alfons XII. O Rosal das Stadtrecht.

## Bevölkerungsentwicklung der Gemeinde
Legende: Rosal___O Rosal

## Gemeindegliederung
Die Gemeinde O Rosal ist in vier Parroquias gegliedert:
| Parroquias            | Patrozinium    | Einwohner 2024 | Fläche km² | Dichte Einw./km² | Höhe msnm | Ortskennzahl |
| --------------------- | -------------- | -------------- | ---------- | ---------------- | --------- | ------------ |
| As Eiras              | San Bartolomeu | 243            | 4,45       | 55               | 37        | 36048010000  |
| O Rosal               | Santa Mariña   | 4.662          | 28,48      | 164              | 40        | 36048020000  |
| San Miguel de Tabagón | San Miguel     | 915            | 8,33       | 110              | 20        | 36048030000  |
| Tabagón               | San Xoán       | 611            | 3,69       | 166              | 0         | 36048040000  |

## Wirtschaft
Das Wirtschaftsbild von O Rosal ist von Land- und Forstwirtschaft und der Küstenfischerei geprägt. Bekannt ist die Gemeinde für ihre Weine, die zur Denominación der Rías Baixas zählen.
| Ackerbau, Viehzucht und Fischerei                                                  | 0259  | 010,17 |
| Industrie                                                                          | 0513  | 020,14 |
| Bauwirtschaft                                                                      | 0267  | 010,48 |
| Dienstleistungsbetriebe                                                            | 1.508 | 059,21 |
| Total                                                                              | 2.547 | 100,00 |
| * Daten aus dem Statistischen Amt für Wirtschaftliche Entwicklung in Galicien, IGE |       |        |

## Persönlichkeiten
- Javier Díaz Pérez (* 1975), Handballspieler